# Ovčara (planina u BiH)
Ovčara je planina u Bosni i Hercegovini, na prostoru Bosanske Krajine. Smještena je u općinama Mrkonjić Grad i Glamoč. Najveći vrh nalazi se na 1576 metara nadmorske visine. 